# Die Prophezeiung (Star Trek: Deep Space Nine)
Die Prophezeiung (Originaltitel: Battle Lines) ist die 13. Folge der ersten Staffel der US-amerikanischen Science-Fiction-Fernsehserie Star Trek: Deep Space Nine. Sie wurde in den Vereinigten Staaten über Syndication vermarktet und erstmals am 25. April 1993 auf verschiedenen Fernsehsendern ausgestrahlt. In Deutschland war sie zum ersten Mal am 10. April 1994 in einer synchronisierten Fassung auf Sat.1 zu sehen.

## Handlung
Im Jahr 2369 erhält die Raumstation Deep Space Nine überraschenden Besuch von Kai Opaka, der geistigen Führerin des benachbarten Planeten Bajor. Sie gibt an, dass sie gern den Rundgang über die Station in Anspruch nehmen möchte, den Commander Sisko ihr versprochen hat. Sisko und seine Führungsoffiziere ahnen aber sehr schnell, dass mehr hinter ihrem Besuch steckt, denn Opaka hat noch nie zuvor ihren Planeten verlassen. Zudem zeigt sie eine außergewöhnlich starke Faszination für das vor einigen Monaten entdeckte Wurmloch, das schnelle Reisen in den weit entfernten Gamma-Quadranten ermöglicht. Um Opaka einen Gefallen zu tun, lässt Sisko das Runabout Yangtzee Kiang startklar machen, um gemeinsam mit ihr, Major Kira Nerys und Stationsarzt Julian Bashir einen Ausflug durch das Wurmloch zu unternehmen. Opaka scheint eine Vorahnung zu haben, dass sie von dieser Reise nicht zurückkehren wird, denn sie übergibt Chefingenieur Miles O’Brien eine Kette als Geschenk für dessen Tochter.
Die Reise durch das Wurmloch verläuft ohne Zwischenfälle und nach einiger Zeit im Gamma-Quadranten will Sisko wieder den Heimweg antreten, doch Opaka bittet ihn, noch ein wenig zu bleiben. Da empfängt die Yangtzee Kiang plötzlich Funksignale. Opaka drängt darauf, diesen nachzugehen, und Sisko erklärt sich schließlich bereit. Als Quelle der Signale wird ein Satelliten-Netzwerk um einen nahe gelegenen Planeten ausgemacht. Um den Planeten kreist ein Mond mit lebensfreundlicher Umwelt. Als die Yangtzee Kiang sich nähert, wird sie plötzlich von einem der Satelliten beschossen. Sie stürzt auf den Mond und landet hart auf dessen Oberfläche. Sisko, Kira und Bashir werden nicht schwer verletzt, doch Opaka erleidet einen Lungenkollaps und verstirbt. Kira, für die Opaka ein großes Vorbild war, bricht in tiefe Trauer aus.
Sisko, Kira und Bashir müssen feststellen, dass sie auf dem Mond nicht alleine sind. Sie werden von einigen Leuten gefangen genommen, die sie in eine Höhle zu ihrem Anführer Shel-la bringen. Shel-la erklärt, er und seine Leute gehören zum Volk der Ennis. Dieser Mond ist eine Sträflingskolonie und die Ennis seien dazu verurteilt, hier gegen ihre Todfeinde, die Nol-Ennis, zu kämpfen. Er lässt sich davon überzeugen, dass Sisko und seine Leute Außenstehende sind, doch er ist besorgt um ihre Sicherheit, da die Nol-Ennis sie irrtümlich für seine Verbündeten halten könnten. Während ihres Gesprächs starten die Nol-Ennis einen Überraschungsangriffs. Auf beiden Seiten werden mehrere Krieger getötet, bis Kira die Eindringlinge schließlich durch Schüsse aus ihrem Phaser vertreibt. Doch kaum sind sie verschwunden, betritt eine weitere Person die Höhle: die scheinbar wieder sehr lebendige Kai Opaka.
Bashir untersucht Opaka und die gefallenen Krieger, die erstaunlicherweise ebenfalls wieder zum Leben erwachen. Er stellt fest, dass sich in ihren Körpern künstliche Mikroben befinden, und kehrt zurück zum Wrack der Yangtzee Kiang, um mit Hilfe des Bordcomputers die Mikroben genauer zu analysieren. Shel-la erklärt, sie alle seien bereits viele Male gestorben. Niemand erinnert sich mehr daran, wie es ursprünglich zur Feindschaft mit den Nol-Ennis kam, nur daran, dass die beiden Gruppen nicht fähig waren, Frieden zu schließen, und deshalb hierher verbannt wurden, um anderen als abschreckendes Beispiel zu dienen. Sisko ist der Meinung, beide Gruppen hätten genug gebüßt, und bietet an, sie von dem Mond zu evakuieren, sobald eine Rettungsmannschaft eintrifft.
Da die Yantzee Kiang zum vereinbarten Zeitpunkt nicht zurückgekehrt ist, machen sich O’Brien und Wissenschaftsoffizierin Jadzia Dax mit dem zweiten Runabout Rio Grande auf die Suche. Sie können die Spur des vermissten Schiffs bis in das besuchte Planetensystem verfolgen. Dort werden die Sensoren der Rio Grande aber durch Strahlung gestört und erst durch einige technische Tricks kann O’Brien die Yangtzee Kiang schließlich auf dem Mond aufspüren. Geistesgegenwärtig erkennt er, dass die Satelliten wahrscheinlich den Absturz der Yangtzee Kiang verursacht haben und die Verbindung zu ihrem Transponder stören. Er hält daher Abstand und sucht einen Weg, um die Satelliten unschädlich zu machen.
Kira nimmt sich die ewig währenden Kampfhandlungen sehr zu Herzen. Sie hält sie für völlig sinnlos, im Gespräch mit Opaka erkennt sie aber, dass sie unterbewusst Parallelen zu ihren eigenen Taten zieht, die sie während der Besatzung Bajors als Widerstandskämpferin verübte, und dass sie lernen muss, sich selbst zu verzeihen. Die Nol-Ennis stimmen einem Treffen zu, doch kaum hat Sisko seinen Vorschlag unterbreitet, brechen schon wieder Kämpfe aus. Bashir bringt Sisko schnell in Sicherheit, denn er hat schlechte Nachrichten: Seine Analyse hat ergeben, dass Personen, die einmal getötet wurden, vollständig von den künstlichen Mikroben abhängig sind und die Mikroben wiederum nur auf diesem Mond existieren können. Es ist den beiden verfeindeten Gruppen – und auch Kai Opaka – daher nicht möglich, den Mond wieder zu verlassen. Sisko will Opaka diese Nachricht überbringen, aber sie hat sich ohnehin bereits zum Bleiben entschieden. Ihr ist klar geworden, dass sie hierher gebracht wurde, um eine Prophezeiung zu erfüllen. Damit die Ennis und die Nol-Ennis endlich Frieden finden, müssen sie einen Heilungsprozess beginnen und Opaka soll sie dabei unterstützen.
O’Brien gelingt es, Sisko zu kontaktieren. Mit einer Sonde lenkt er einen der Satelliten ab und erzeugt so eine Lücke im Netz, durch die er die Gestrandeten auf die Rio Grande beamen kann. Sisko und seine Leute verabschieden sich von Opaka, vor der nun viel Arbeit liegt, denn die Ennis und die Nol-Ennis setzen ihre Kämpfe unbeirrt fort.

## Verbindungen zu anderen Star-Trek-Produktionen
Benjamin Sisko definiert hier erstmals, was genau die Vereinigte Föderation der Planeten ist: Ein Zusammenschluss von über 100 Planeten zum wechselseitigen wissenschaftlichen, kulturellen und verteidigungspolitischen Nutzen.

## Produktion

### Drehbuch
Hilary J. Bader wurde zu dieser Geschichte unter anderem durch die Folge Das Gleichgewicht der Kräfte aus der ersten Star-Trek-Serie Raumschiff Enterprise inspiriert. In ihrem ursprünglichen Entwurf hätten sich zwei Gruppen aus Menschen und Cardassianern bekämpfen sollen. Hieraus wurden aber die neuen Völker der Ennis und Nol-Ennis gemacht, damit die Hauptfiguren der Serie besser eine unparteiische Position einnehmen konnten.

### Darsteller
Die Hauptfiguren Jake Sisko (Cirroc Lofton) und Quark (Armin Shimerman) haben in dieser Folge keinen Auftritt.
Camille Saviola hat hier ihren zweiten und letzten Auftritt, in dem sie Kai Opaka spielt. Sie ist später allerdings noch in zwei weiteren Folgen als Wurmlochwesen in Gestalt von Opaka zu sehen.

## Rezeption
Keith DeCandido bewertete Die Prophezeiung 2013 auf tor.com als eine leicht überdurchschnittliche Folge von Star Trek: Deep Space Nine mit einer soliden, wenn auch recht standardmäßigen Science-Fiction-Geschichte. Er lobte das gute Schauspiel, insbesondere von Camille Saviola, Nana Visitor, Avery Brooks und Jonathan Banks. DeCandidos größter Kritikpunkt war, dass Jadzia Dax als Wissenschaftsoffizierin bei der Such- und Rettungsmission keine aktive Rolle spielt, sondern sämtliche Probleme ausschließlich von O’Brien gelöst werden.